# Verhandlungsmacht

Verhandlungsmacht

Verhandlungsmacht (engl. bargaining power) ist ein Begriff in verschiedenen Verhandlungstheorien, setzt sich aus den Begriffen Verhandlung und Macht zusammen und beschreibt die relative Stärke der Verhandlungsposition zwischen Personen oder Organisationen während eines Interessenausgleichs. Über Verhandlungsmacht beschreibt man im Allgemeinen die Dominanz in einer Verhandlung über die andere Seite. In der ökonomischen Theorie wird der Interessenausgleich grundsätzlich auf Geldwerte reduziert, die entsprechend der Verhandlungsmacht aufgeteilt werden.

## Verhandlungsmacht als Instrumentarium
Die Verhandlungsmacht wird in einer Verhandlung instrumentalisiert, um zu einer Übereinkunft (Verteilung der Geldwerte) zu gelangen. Das Instrument Verhandlungsmacht ist dabei die Fähigkeit, die andere Partei zu eigenen Gunsten zu beeinflussen, um daraus einen Gewinnzuwachs zu erzielen. Die jeweilige Stärke der Verhandlungsmacht bemisst sich dabei aus dem konkreten Verhältnis zur beteiligten Partei. Sie ist umso größer, je mehr eine Seite die eigenen Forderungen in einer Verhandlung durchsetzen kann. Bei gleicher Verhandlungsmacht zwischen den Parteien liegt folglich ein ausgeglichenes Ergebnis vor. Entsprechend dieser Einteilung lässt sich schließlich Verhandlungsmacht als Maßeinheit (Verhältnis) quantifizieren, um den relativen Vorteil bzw. die relative Stärke zu beschreiben.
In der Gesamtbetrachtung wird deutlich, dass Verhandlungsmacht insbesondere im Geschäftsleben (Konkretisierung im Handel durch Marktmacht), der Politik, Soziologie sowie der Spieltheorie große Bedeutung beigemessen wird. Zudem gewinnt die Verhandlungsmacht in automatisierten Verhandlungen zunehmend an Bedeutung, da mittlerweile ein Großteil von Gütern elektronisch gehandelt wird (etwa Amazon oder Alibaba).

## Begrenzung der Verhandlungsmacht
Eine Begrenzung der eigenen Verhandlungsposition durch eigene Eingriffe findet hauptsächlich unter soziologischen (ethische und moralische) Aspekten, beispielsweise älteren oder bedürftigten Menschen den Vortritt zu lassen, statt. Die Eigenbegrenzung ist im strategischen Sinne dann sinnvoll, wenn durch die direkte Beschränkung indirekt der Nutzen maximiert wird. Dies ist beispielsweise der Fall, wenn nach einem Autounfall die Versicherung auf eine Erhöhung der Versicherungsprämie verzichtet, um den Kunden langfristig zu binden (siehe auch Moral Hazard).
Zur aktiven Beschränkung der Verhandlungsgegner (z. B. Verhandlungsmacht der Lieferanten, Kunden) können verschiedene strategische Züge, z. B. Versprechen oder die bewusste Beeinflussung der Einflussfaktoren ausgenutzt werden.
Die Determinierung der eigenen Verhandlungsmacht (von außen) durch Dritte findet z. B. im Rahmen staatlicher Eingriffe in Form des Kartellrechts statt, indem Unternehmenszusammenschlüsse unterbunden werden, da dies zu einer marktbeherrschenden Stellung (Marktmacht) führen könnte. Der Staat reglementiert somit die Verhandlungsmacht aus sozialen (Fairness, Schutz) und wirtschaftlichen (Wohlfahrt) Gesichtspunkten.

## Einflussfaktoren auf die Verhandlungsstärke
Persönliche Einflussgrößen eines Teilnehmers im Rahmen einer Verhandlung sind u. a. der soziale Status, das Image sowie die vorhandene Reputation. Dabei wird dem "Wort" des Verhandelnden automatisch mehr Gewicht beigemessen. Weiterhin kann eine Verhandlung durch strategische Züge oder Manipulation beeinflusst werden. Beispielhaft dafür ist die Herbeiführung einer Informationsasymmetrie zwischen den Parteien, um den Verhandlungsgegner durch einen Informationsnachteil schlechter zu stellen. Ferner beeinflusst das Vorhandensein von Alternativmöglichkeiten die Verhandlungsmacht, so dass man nicht an das Angebot des Gegenübers zwingend gebunden ist. Während einer Verhandlung spiegelt sich dies z B. in verschiedenen Kosten des Zuwartens wider. Der umgekehrte Fall von Alternativen sind Abhängigkeitsbeziehungen zwischen den Verhandlungsteilnehmern, dessen Zusammenhang über den Lock-in-Effekt und Wechselkosten beschrieben wird. Schließlich ist die Geduld der Verhandlungsparteien als Einflussgröße zu nennen. Je ungeduldiger eine Seite die Einigung abwarten kann, desto eher wird diese Zugeständnisse eingehen, wodurch sich die gegnerische Partei besser stellt.
Wirtschaftliche Einflussgrößen der Verhandlungsmacht sind die Art und Nachfragemenge eines Marktteilnehmers. Je mehr er an Produkten oder Dienstleistungen bei einem Anbieter nachfragt, umso höher ist seine Verhandlungsmacht und umgekehrt. Hohe Verhandlungsmacht besitzen deshalb Großabnehmer, die den Marktpreis mitbestimmen können oder in den Genuss von Mengenrabatten oder Sondertarifen kommen. Kunden ohne Verhandlungsmacht besitzen als Marktverhalten den Status eines Mengenanpassers, Großkunden können zuweilen als Optionsfixierer auftreten.

## Verhandlungsmacht in der Spieltheorie

### Grundlagen

#### Anforderungen
Der Begriff der Verhandlungsmacht ordnet sich in das Gefüge der kooperativen Spieltheorie ein. Für die Anwendung in der Spieltheorie müssen sämtliche Verhandlungssituationen folgenden Merkmale beinhalten:
- Die gesamte Auszahlung durch eine Übereinkunft der Parteien sollte zumindest gleich groß oder größer als die Summe der individuellen Auszahlungen sein, da ansonsten kein Nutzenzuwachs entsteht.
- Es handelt sich bei der Verhandlung nicht um ein Nullsummenspiel, da ohne zu verteilende Auszahlungen die Einflussgröße Verhandlungsmacht keinen Auswirkung im Verhandlungsprozess zeigt.

#### Naturgegebene Verhandlungsmacht
Eine naturgegebene Verhandlungsmacht ist bereits vor Verhandlungsbeginn existent und damit einer systembedingten (aus strukturellen oder kontextbezogenen Gesichtspunkten) gleichzusetzen. Die Verhandlungsposition einer Partei kann somit naturgegeben höher sein als die einer Anderen. Ein derartiges Verhältnis besteht z. B. zwischen Vorgesetzten und Untergebenen oder zwischen Staat und Volk. Auch ein bereits vorhandenes Handicap kann im Vorfeld die Verhandlungsmacht (negativ) beeinflussen.

#### Herbeigeführte Verhandlungsmacht
Bewusst erzeugte Besserstellungen in einer Verhandlung dienen dazu eine gegebene Position zu eigenen Gunsten zu verbessern. Dazu kann man sich mehrerer Instrumente (Strategische Züge) bedienen: Drohungen, Versprechen oder Warnungen. Gleichermaßen kann die Herbeiführung eines Handicaps bei der gegnerischen Partei – etwa durch Minderung der Reputation – die eigene Position stärken. Dazu zählt auch die eigene Schlechterstellung, sofern dadurch die andere Seite im höheren Maße negativ beeinflusst wird und man sich somit im Verhältnis besser stellt (z. B. durch Selbstbindung).

#### Verhandlungshorizont
Für einen unendlich langen spieltheoretischen Verhandlungsprozess gilt, dass die Verhandlungsmacht keinen Einfluss mehr auf die Verhandlung und die anschließende Verteilung der Auszahlungen hat. Ferner berücksichtigt die Annahme nicht ein mögliches Ausscheiden einer Partei (etwa. durch Krankheit oder Tod). In der Konsequenz kann es bei unendlich vielen Verhandlungsrunden nur zu dem Ergebnis einer paritätischen Aufteilung der Auszahlungen kommen.
Die Nutzung eines endlichen Zeithorizonts führt zur Berücksichtigung eines fixen Endpunkts, von welchem aus zurückgeschlossen werden kann. Der endliche Prozess wird spieltheoretisch um das Prinzip des Vorausschauens und Zurückschließens erweitert. Dieses Prinzip sorgt grundsätzlich dafür, dass bereits zu Beginn der Verhandlung eine Übereinkunft erzielt wird. Speziell bei sequenziellen Spielen kommt es somit zum sog. „Alles-oder-nichts-Angebot“, dessen Verhandlungseinfluss mit größerem Verhandlungshorizont abnimmt.

### Anwendung in der Spieltheorie

#### Einfache Verhandlung ohne Verhandlungsmacht
Unter einer einfachen Verhandlung ist eine Auseinandersetzung mit gleicher Verhandlungsmacht zwischen den Parteien – also ohne Vorteil für eine Seite – zu verstehen. Diese Situation beschreibt man auch als "reines Verhandlungsspiel", da lediglich die Ergebnisse Kooperation oder Nicht-Kooperation eintreffen.
→ Folgendes Beispiel soll die jeweiligen Positionen sowie das Vorgehen während der Verhandlung illustrieren:
Der Besitzer einer alten Goldmine hat eine Reihe von Arbeitern. Da die Mine schon sehr alt und damit fast vollständig abgebaut ist, fürchten sich seine Bergarbeiter vor dem drohenden Jobverlust und möchten zur Vorsorge mehr Lohn. Weiterhin ist davon auszugehen, dass die Mine nur noch für 199 Tage betrieben werden kann, bevor sie einstürzt, und dass an jedem Tag der Inbetriebnahme Gold im Wert von 10.000 Euro gefördert wird. Mit jedem Tag der verstreicht wird folglich der zu verteilende Gesamtbetrag für den Besitzer und die Lohnzahlungen der Bergarbeiter geringer.
Zum Verständnis der Ausführungen ist es zunächst eine Extrempunktbetrachtung notwendig – was passiert am letzten Verhandlungstag. Am letzten Tag können die Bergarbeiter letztmals ein Angebot abgeben. Aus Vereinfachungsgründen ist anzunehmen, dass der Minenbesitzer jedes Angebot seiner Arbeiter akzeptieren wird. Somit können diese den Gesamtbetrag des letzten Tages (10.000 Euro) vereinnahmen.
Am vorletzten Tag – dem Tag, an dem der Besitzer letztmals ein Gegenangebot unterbreiten kann – kann dieser auf den letzten Tag (Extrempunkt) durch simples Zurückschließen erkennen, dass die Minenarbeiter jeden Geldbetrag unter 10.000 Euro ablehnen würden, da ihnen dieser Betrag sicher ist. Demnach wird der Goldminenbesitzer am vorletzten Tag den zu verteilenden Erlös (20.000 Euro) so aufteilen, dass seine Arbeiter die Hälfte – einen Anteil von 10.000 Euro (5.000 Euro pro Arbeitstag) – erhalten. Dadurch, dass beide Parteien eine gleich große Verhandlungsmacht haben, wird der Besitzer nie mehr als die Hälfte des Gesamtbetrages seinen Bergarbeitern anbieten.
Die Verhandlungslösung für die nachstehenden Beispielrechnungen wird durch folgende Funktion ermittelt:
{\textstyle {\text{Einkommen}}_{j}={\frac {V-\sum _{i=1}^{n}Alt_{i}}{n}}+Alt_{j}}
V = der zu verteilende Geldbetrag
n = Anzahl der Verhandlungsparteien, {\displaystyle \mathrm {n\in \mathbb {N} } }
{\textstyle Alt_{j}} = Alternativeinkommen der Verhandlungspartei j
Nachstehende Tabelle skizziert die gesamte Verhandlung:

|                   |               | Anteil der Bergarbeiter | Anteil der Bergarbeiter | Anteil des Minenbesitzers | Anteil des Minenbesitzers |
| Verbleibende Tage | Angebot durch | Insgesamt in Euro       | Pro Tag in Euro         | Insgesamt in Euro         | Pro Tag in Euro           |
| ----------------- | ------------- | ----------------------- | ----------------------- | ------------------------- | ------------------------- |
| 1                 | Bergarbeiter  | 10.000                  | 10.000                  | 0                         | 0                         |
| 2                 | Besitzer      | 10.000                  | 5.000                   | 10.000                    | 5.000                     |
| 3                 | Bergarbeiter  | 20.000                  | 6.667                   | 10.000                    | 3.333                     |
| 4                 | Besitzer      | 20.000                  | 5.000                   | 20.000                    | 5.000                     |
| 5                 | Bergarbeiter  | 30.000                  | 6.000                   | 20.000                    | 4.000                     |
| …                 | …             | …                       | …                       | …                         | …                         |
| 198               | Besitzer      | 990.000                 | 5.000                   | 990.000                   | 5.000                     |
| 199               | Bergarbeiter  | 995.995                 | 5.005                   | 994.005                   | 4.995                     |

Aus der Tabelle wird deutlich, dass der Vorteil des letzten Angebots der Bergarbeiter mit der Anzahl der übrigen Verhandlungsrunden (verbleibende Tage) abnimmt. Da beide Parteien sich die obige Tabelle vorausschauend erschließen können, kommen Besitzer wie auch Bergarbeiter bereits am ersten Tag zu einer Einigung. Beide Seiten werden sich den Betrag hälftig teilen, da mit jedem verstrichenen Tag jede Partei 5.000 Euro verliert.
| Ergebnis für Bergarbeiter: 5.000 Euro |

#### Verhandlung mit einseitiger Verhandlungsmacht
Bei einseitiger Verhandlungsmacht hat eine Partei einen Vorteil in der Verhandlung. Unter dem Abschnitt Einflussfaktoren wurden begünstigende Faktoren aufgelistet. Auf das obige Beispiel übertragen, könnten die Bergarbeiter z. B. die Alternative haben vorübergehend einer anderen Beschäftigung nachzugehen, wo diese insgesamt 3.000 Euro während der Verhandlungsphase verdienen. Die Kosten des Zuwartens sind demnach für die Bergarbeiter geringer. Entsprechend muss der Minenbesitzer bei seinem Gegenangebot den Lohn für die Minenarbeit und den Alternativlohn berücksichtigen.
Der Besitzer rechnet:
| 1.) | 10.000 - 3.000 = 7.000 | (zu verteilender Restbetrag)                       |
| 2.) | 7.000 / 2 = 3.500      | (Anteil des Besitzers, Grundlohn der Bergarbeiter) |
| 3.) | 3.500 + 3.000 = 6.500  | (Angebot an Bergarbeiter)                          |

Somit haben die Bergarbeiter eine höhere Verhandlungsmacht, was sie im Ergebnis besser stellt. In der Konsequenz kommt es ebenfalls am ersten Verhandlungstag zu einer Einigung, da wiederum beide Seiten vorausschauend nachstehende Übersicht erschließen können:

|                   |               | Anteil der Bergarbeiter | Anteil der Bergarbeiter | Anteil des Minenbesitzers | Anteil des Minenbesitzers |
| verbleibende Tage | Angebot durch | insgesamt in Euro       | pro Tag in Euro         | insgesamt in Euro         | pro Tag in Euro           |
| ----------------- | ------------- | ----------------------- | ----------------------- | ------------------------- | ------------------------- |
| 1                 | Bergarbeiter  | 10.000                  | 10.000                  | 0                         | 0                         |
| 2                 | Besitzer      | 13.000                  | 6.500                   | 7.000                     | 3.500                     |
| 3                 | Bergarbeiter  | 23.000                  | 7.667                   | 7.000                     | 2.333                     |
| 4                 | Besitzer      | 26.000                  | 6.500                   | 14.000                    | 3.500                     |
| 5                 | Bergarbeiter  | 36.000                  | 7.200                   | 14.000                    | 2.800                     |
| …                 | …             | …                       | …                       | …                         | …                         |
| 198               | Besitzer      | 1.287.000               | 6.500                   | 693.000                   | 3.500                     |
| 199               | Bergarbeiter  | 1.294.495               | 6.505                   | 695.505                   | 3.495                     |

Durch die Alternative sind die Kosten des Zuwartens für die Minenarbeiter geringer und somit verbessert sich ihre Verhandlungsstärke gegenüber dem Besitzer.
| Ergebnis für Bergarbeiter: 5.000 Euro → 6.500 Euro |

#### Verhandlung mit mehrseitiger Verhandlungsmacht
Haben beide oder alle beteiligten Parteien eine unterschiedlich hohe Verhandlungsstärke spricht man von einer Verhandlung mit mehrseitiger Verhandlungsmacht. Jede Seite kann also unterschiedlich stark auf das Verhandlungsergebnis einwirken. Auf das Beispiel übertragen können Minenbesitzer und Bergarbeiter Verhandlungsmacht herbeiführen, um sich somit besser zu stellen. Die Bergarbeiter hatten sich dazu einen alternativen Job während der Verhandlungen gesucht. Sucht der Minenbesitzer ebenfalls für die Verhandlungsphase Kurzarbeiter, welche aus der Mine immerhin Gold für 5.000 Euro fördern, verbessert sich auch seine Position.
Der Besitzer berechnet sein Angebot erneut:

| 1.) | 10.000 - (3.000 + 5.000) = 2.000 | (zu verteilender Restbetrag)                            |
| 2.) | 2.000 / 2 = 1.000                | (Grundanteil des Besitzers, Grundlohn der Bergarbeiter) |
| 3.) | 5.000 + 1.000 = 6.000            | (Anteil des Besitzers)                                  |
| 4.) | 3.000 + 1.000 = 4.000            | (Angebot an Bergarbeiter)                               |

Dadurch, dass der Minenbesitzer ebenso eine Alternative besitzt, ändert sich die Verhandlungsmacht zu Gunsten des Besitzers.
| Ergebnis für Bergarbeiter: 6.500 Euro → 4.000 Euro |

Unter Berücksichtigung der relativen Attraktivität
der jeweiligen Alternativen können sich die Bergarbeiter verbessern, sofern durch einen strategischen Zug der Minenbesitzer in größerem Maße geschädigt wird. Dazu könnte ein Bergarbeiter nicht der alternativen Arbeit nachgehen – wobei sich der Alternativlohn von 3.000 auf 2.800 Euro verringert – und vor der Mine alle Kurzarbeiter vor den schlechten Arbeitsbedingungen warnt und daraufhin nur noch wenige Kurzarbeiter die Arbeit aufnehmen – wobei täglich nur noch Gold für 3.400 Euro gefördert wird.
Nach diesem strategischen Zug berechnet der Besitzer sein Angebot erneut:

| 1.) | 10.000 - (2.800 + 3.400) = 3.800 | (zu verteilender Restbetrag)                            |
| 2.) | 3.800 / 2 = 1.900                | (Grundanteil des Besitzers, Grundlohn der Bergarbeiter) |
| 3.) | 3.400 + 1.900 = 5.300            | (Anteil des Besitzers)                                  |
| 4.) | 2.800 + 1.900 = 4.700            | (Angebot an Bergarbeiter)                               |

Weil die Minenarbeiter sich durch ihr Handeln relativ weniger schlecht stellen als den Besitzer, ändert sich die Verhandlungsmacht zu Gunsten der Bergarbeiter (da der Grenznutzen steigt).
| Ergebnis für Bergarbeiter: 4.000 Euro → 4.700 Euro |

## Belege
1. ↑  Vgl. Dixit / Skeath, Games of Strategy, Seite 571.
2. ↑  bargaining power. (Definition). In: BusinessDictionary.com. Archiviert vom Original am 25. Juni 2008; abgerufen am 24. Februar 2024 (englisch).
3. ↑  Vgl. Dixit / Nalebuff, Spieltheorie für Einsteiger, Seite 278.
4. ↑  Vgl. Holler / Illing, Einführung in die Spieltheorie, Seite 243.
5. ↑  Vgl. Martin, Bargaining Power, Seite 4 ff.
6. ↑  Vgl. Buettner / Kirn, Bargaining Power in Electronic Negotiations, Seite 92 ff.
7. ↑  Vgl. Holler / Illing, Einführung in die Spieltheorie, Seite 190 f.
8. 1 2  Avinash K. Dixit / Susan Skeath, Games of Strategy, 1995, S. 575 ff.
9. ↑  Avinash K. Dixit / Susan Skeath, Games of Strategy, 1995, S. 587 ff.
10. ↑  Avinash K. Dixit / Barry J. Nalebuff, Spieltheorie für Einsteiger, 1997, S. 281 f.
11. ↑  Manfred J. Holler / Gerhard Illing, Einführung in die Spieltheorie, 2005, S. 258 ff.
12. ↑  Avinash K. Dixit / Barry J. Nalebuff, Spieltheorie für Einsteiger, 1997, S. 291 f.
13. ↑  Vgl. Holler / Illing, Einführung in die Spieltheorie, Seite 187.
14. ↑  Vgl. Dixit / Skeath, Games of Strategy, Seite 566 f.
15. ↑  Vgl. Dixit / Skeath, Games of Strategy, Seite 586.
16. ↑  Vg. Dixit / Nalebuff, Spieltheorie für Einsteiger, Seite 281 f.
17. ↑  Vgl. Dixit / Nalebuff, Spieltheorie für Einsteiger, Seite 282 ff.
18. ↑  Vgl. Dixit / Nalebuff, Spieltheorie für Einsteiger, Seite 278, 280.
19. ↑  Vgl. Osborne / Rubinstein, Bargaining and Markets, Seite 54.
20. ↑  Vgl. Holler / Illing, Einführung in die Spieltheorie, Seite 226 f.
21. ↑  In Anlehnung an Dixit / Nalebuff, Spieltheorie für Einsteiger, Seite 280.
22. ↑  In Anlehnung an Dixit / Nalebuff, Spieltheorie für Einsteiger, Seite 281.
23. ↑  In Anlehnung an Dixit / Nalebuff, Spieltheorie für Einsteiger, Seite 282.
24. ↑  Vgl. Dixit / Nalebuff, Spieltheorie für Einsteiger, Seite 283.
25. ↑  In Anlehnung an Dixit / Nalebuff, Spieltheorie für Einsteiger, Seite 283.